# Heinz Diedrich Wulff
Heinz Diedrich Wulff (* 18. Januar 1910 in Altona; † 1983) war ein deutscher Botaniker.
Sein botanisches Autorenkürzel lautet „H.Wulff“.

## Leben
Nach der Dissertation 1933: Beiträge zur Kenntnis des männlichen Gametophyten der Angiospermen. (Botanik) an der Christian-Albrechts-Universität zu Kiel und der Habilitation 1937: Karyologische Untersuchungen an der Halophytenflora Schleswig-Holsteins. (Botanik) in Kiel lehrte er von 1938 bis 1945 als Privatdozent für Botanik in Kiel und von 1945 bis 1957 als außerplanmäßiger Professor für Pharmakognosie in Kiel. 1957 wurde er ordentlicher Professor für Botanik, Pharmakognosie an der Universität des Saarlandes in Saarbrücken. Von 1958 bis 1960 leitet er als Rektor der Universität des Saarlandes in Saarbrücken.